# Пареквула австралійська
Пареквула австралійська (Parequula melbournensis) — вид морських риб родини Мохарові (Gerreidae) ряду Окунеподібні (Perciformes). Він поширений у водах південної Австралії.

## Опис
Максимальна довжина: 22 см. 

## Поведінка
Є морською рибою, що веде придонний спосіб життя на глибині від 3 до 100 м на континентальному шельфі.

## Поширення
Поширений на сході Індійського океану: південь Австралії (від Західної Австралії до штату Вікторія, включаючи Тасманію.

## Значення
Вид нешкідливий для людей.